# Sing Me a Song
«Cántame una Canción» —título original en inglés: «Sing Me a Song» es el séptimo episodio de la séptima temporada de la serie de televisión The Walking Dead. Se estrenó el 4 de diciembre de 2016 en Estados Unidos y Latinoamérica por las cadenas AMC y FOX respectivamente. El 5 de diciembre se estrenó en España también mediante Fox. La directora de este episodio fue Rosemary Rodriguez y los guionistas fueron Angela Kang y Corey Reed.
El episodio se centra en una mirada mucho más detallada sobre el mundo de los salvadores y su hogar, el Santuario. Mientras tanto, los miembros de Alexandría buscan suministros. Este episodio tiene una duración total de 85 minutos con comerciales.

## Trama
Michonne (Danai Gurira) camina por una pista de un solo carril, silbando para atraer a los caminantes, mata a dos caminantes que ha atraído y arrastra sus cuerpos. Por otra parte, Carl (Chandler Riggs) y Jesús (Tom Payne) se han guardado en la misma camioneta de los salvadores mientras es llevada de regreso a su base, El Santuario. Carl engaña a Jesús para que salga de la camioneta, y se quede con ella mientras se detiene en el patio del Santuario, donde ve al líder de los Salvadores Negan (Jeffrey Dean Morgan), varios Salvadores y su amigo Daryl (Norman Reedus). Carl intenta dispararle a Negan, matando a dos de sus salvadores antes de ser inmovilizado por Dwight (Austin Amelio). Negan está impresionado por la valentía de Carl, y lo acompaña por la fábrica y luego le presenta su "harén" de esposas. Allí, Sherry (Christine Evangelista) con renuencia le confiesa a Negan que una de sus otras esposas, Amber (Autumn Dial), lo ha estado engañando con su exnovio, Mark (Griffin Freeman). En respuesta, Negan le advierte a Amber y le dice a Dwight, con Daryl a remolque, que «encienda ese horno».
Ya solo con Carl, Negan le dice al chico que está tratando de vincularse con él y este le pide que se quite la venda para que pueda mirar y tocar el ojo perdido de Carl, coaccionando a Carl recordándole que mató a dos de sus hombres. Carl se siente humillado y comienza a llorar, y Negan se aleja. Como parte de pagarle su "deuda", Negan le pide a Carl que le cante, y Carl canta débilmente "You Are My Sunshine". Esto lleva a Carl a explicarle cómo tuvo que dispararle a su madre para evitar que se zombificara. Más tarde, Negan lleva a Carl con él para ver el castigo de Mark, con una plancha metida en el horno le aplica la mitad de su cara dejándole una marca de quemadura.
En otros lugares, los sobrevivientes de Alexandría se están preparando para la siguiente demanda de los salvadores. Rick (Andrew Lincoln) y Aaron (Ross Marquand) son parte de un equipo en busca de suministros, y descubren una casa flotante a la deriva en un lago cercano, aparentemente cargado de provisiones, pero el lago está lleno de numerosos caminantes. Ellos planean cómo llegarán al bote. Cerca de allí, El Padre Gabriel (Seth Gilliam) y Spencer (Austin Nichols), están haciendo otra carrera de provisiones. Spencer se queja amargamente del liderazgo de Rick frente a los Salvadores y piensa que podría ser un mejor líder. Gabriel está harto de Spencer y deja el auto para ir solo. Eugene (Josh McDermitt) y Rosita (Christian Serratos) se encuentran secretamente en la tienda de máquinas industriales cercana que Eugene había encontrado, donde Rosita le pide a Eugene que haga una bala para que ella mate a Negan. Eugene inicialmente se niega, creyendo que el plan de Rosita no funcionará, pero ella le reclama y juega con el pretexto de que otros lo han salvado varias veces porque sienten pena por él, y esta sería la primera cosa útil que él ha hecho. Eugene está herido por los comentarios, pero procede a dar la bala, aunque se niega a escuchar la disculpa de Rosita. Luego Spencer los recoge y los lleva de regreso a Alexandría.
Mientras estos grupos están afuera, Negan decide llevar a Carl de vuelta a Alexandría, y se marcha con un pequeño grupo de hombres. Una vez que Negan se va, Daryl encuentra una nota que se desliza debajo de la puerta de su celda que dice "escapate ahora" e incluye la llave de una motocicleta. Mientras, una salvadora solitaria conduce en la carretera y se ve obligada a detenerse cuando llega a una barricada de cadáveres caminantes. Mientras la salvadora investiga, Michonne se acerca a ella, apuntandole con la katana y le pide que la lleve donde Negan, la salvadora se somete, habiendo caído en la trampa de Michonne. En Alexandria, con Rick ausente, Negan decide esperar a Rick y Carl le muestra la casa que ocupan. Carl trata de mantenerlo alejado de la habitación de Judith, pero no puede evitar que Negan entre. A Negan le gusta de inmediato Judith, y luego se sienta en el porche delantero, meciéndola en su regazo mientras contempla matar a Rick y Carl y mudarse a Alexandría.

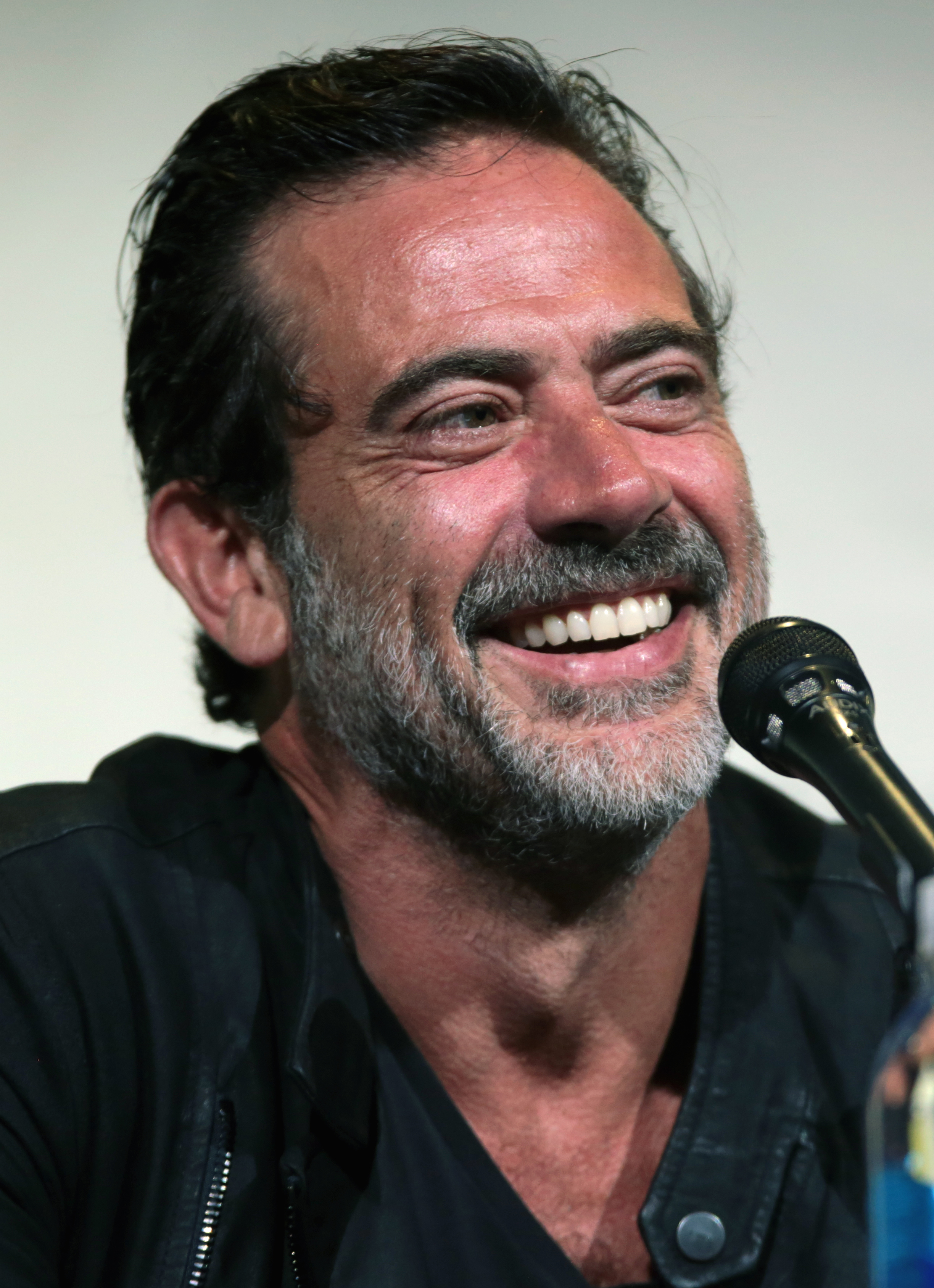
Jeffrey Dean Morgan recibió elogios por su actuación como Negan en este episodio.

## Producción
Los actores Lauren Cohan (Maggie Greene), Melissa McBride (Carol Peletier), Lennie James (Morgan Jones), Sonequa Martin-Green (Sasha Williams), Alanna Masterson (Tara Chambler) y Xander Berkeley (Gregory) no aparecen en este episodio pero igual son acreditados.

## Recepción
"Sing Me a Song" recibió en general críticas positivas de los críticos. En Rotten Tomatoes, tiene un 72% con una calificación promedio de 6,25 de 10, con base en 32 revisiones. El consenso del sitio dice: "Sing Me a Song" impulsa a 'TWD' hacia adelante volviendo a múltiples historias y revelando capas sustanciales del carácter y la influencia de Negan.
Jeremy Egner de  The New York Times  dio al episodio y la actuación de Jeffrey Dean Morgan una crítica positiva, diciendo que  Negan y Carl terminando en Alexandría fue un agradable momento que no vi venir, y Estoy intrigado por dónde podría ir su relación ... Eso y el rendimiento más matizado de Morgan me dan la esperanza de que el final de mitad de temporada sea bueno ".
Lisa Macklem de SpoilerTV dijo: "Este fue otro episodio fabuloso. Gran escritura: me encantó que tanto Spencer como Rick encontraran escondites de supervivencia. Vemos que no han tenido mucho éxito para mantenerse con vida por sí mismos: hay seguridad en los números. También está claro que Negan puede haberse vuelto demasiado grande para sus propios pantalones: ¿ha insistido demasiado? ¿Ha juzgado mal a Daryl, Carl y Rick? Morgan y Riggs son fenomenales en este episodio, todas sus escenas juntas son memorables y extremadamente fieles a los cómics".
Noel Murray de "Rolling Stone" criticó el tiempo extendido de ejecución del episodio, pero elogió la actuación de Morgan y dijo:' Este episodio realmente no justifica su tiempo extendido de ejecución. Pero este capítulo fue el mejor escaparate aún para Jeffrey Dean Morgan, quien finalmente tuvo la oportunidad de hacer algo más que sonreír, silbar, maldecir y asesinar ".

## Audiencia
El episodio obtuvo una audiencia de 4.9 millones de espectadores en la demográfica 18-49 con un total de 10,48 millones de espectadores, un leve ascenso de audiencia en comparación con el episodio anterior "Swear".